# Ochicanthon uedai
Ochicanthon uedai là một loài bọ cánh cứng trong họ Bọ hung (Scarabaeidae).